# Atrofiere
Atrofia este epuizarea parțială sau completă a unei părți a corpului. Cauzele atrofiei includ mutații (care pot distruge gena care construiește organul), alimentație slabă, circulație deficitară, pierderea suportului hormonal, pierderea alimentării nervoase a organului țintă, cantitatea excesivă de apoptoză a celulelor și neutilizarea sau lipsa de exercițiu sau boala intrinsecă țesutului însuși. În practica medicală, se spune că aporturile hormonale și nervoase care mențin un organ sau o parte a corpului au efecte trofice. O condiție trofică musculară diminuată este desemnată drept atrofie. Atrofia este reducerea dimensiunii unei celule, a unui organ sau a unui țesut, după ce a atins creșterea normală la maturitate. În schimb, hipoplazia este reducerea numărului de celule ale unui organ sau țesut care nu a ajuns la maturitatea normală.
Atrofia este procesul general fiziologic de reabsorbție și degradare a țesuturilor, care implică apoptoza. Atunci când apare ca urmare a unei boli sau a pierderii sprijinului trofic din cauza altor boli, este denumită atrofie patologică, deși poate face parte și din dezvoltarea normală a organismului și din homeostazie.